# Tournée de l'équipe d'Afrique du Sud de rugby à XV en 1931-1932

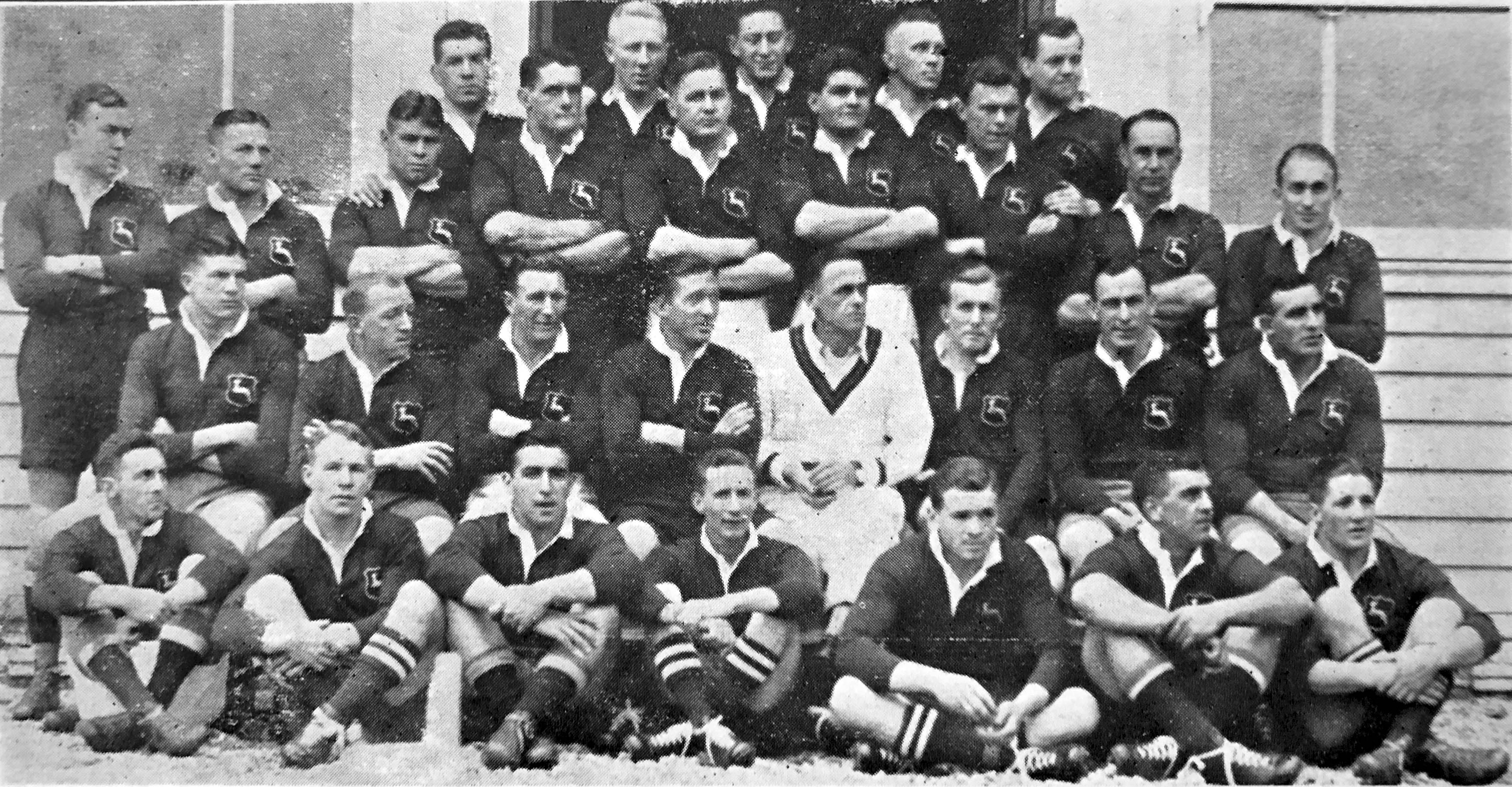
L'équipe nationale sud-africaine de rugby qui a effectué une tournée en Europe en 1931-32

L'équipe d'Afrique du Sud a réalisé un Grand Chelem (quatre victoires en quatre matches) lors de sa tournée en Grande-Bretagne et en Irlande en 1931-1932. 
Cette victoire 4 à 0 est la deuxième d’une série de quatre tournées victorieuses.
Cette équipe compte alors des joueurs de talent comme Danie Craven, Flip Nel, Bennie Osler. Vingt-et-un joueurs ont contribué à ce succès. 

## Première ligne
- Boy Louw (4 matches)
- Bert Kipling (4 matches)
- Phil Mostert (4 matches)

## Deuxième ligne
- Ferdie Bergh (4 matches, 2 essais)
- Flip Nel (4 matches)

## Troisième ligne
- André McDonald (4 matches)
- Lukas Strachan (2 matches)
- Alvi van der Merwe (1 match)
- Nic Bierman (1 match)
- George Daneel (4 matches, 1 essai)

## Demi de mêlée
- Danie Craven (3 matches, 1 essai)
- Pierre de Villiers (1 match)

## Demi d’ouverture
- Bennie Osler (4 matches, 4 fois capitaine, 1 essai, 1 drop, 2 transformations)

## Trois quart centre
- Geoff Gray (3 matches)
- Frankie Waring (2 matches, 1 essai)
- JC van der Westhuizen (1 match)
- Jimmy White (1 match)

## Trois quart aile
- Morris Zimerman (4 matches, 1 essai)
- Floors Venter (2 matches)
- Ponie van der Westhuizen (3 matches)

## Arrière
- Gerry Brand (4 matches)

## Résultats des matches
| No | Date             | Lieu                    | Match                           | Score | Compétition |
| -- | ---------------- | ----------------------- | ------------------------------- | ----- | ----------- |
| 1  | 5 décembre 1931  | Swansea, Pays de Galles | Pays de Galles – Afrique du Sud | 3 – 8 | test match  |
| 2  | 19 décembre 1931 | Dublin, Irlande         | Irlande – Afrique du Sud        | 3 – 8 | test match  |
| 3  | 2 janvier 1932   | Londres, Angleterre     | Angleterre – Afrique du Sud     | 0 – 7 | test match  |
| 4  | 16 janvier 1932  | Édimbourg, Écosse       | Écosse – Afrique du Sud         | 3 – 6 | test match  |

## Points marqués par les Springboks

### Match contre le pays de Galles
- Ferdie Bergh (3 points, 1 essai)
- George Daneel (3 points, 1 essai)
- Bennie Osler (2 points, 1 transformation)

### Match contre l'Irlande
- Morris Zimerman (3 points, 1 essai)
- Frankie Waring (3 points, 1 essai)
- Bennie Osler (2 points, 1 transformation)

### Match contre l'Angleterre
- Ferdie Bergh (3 points, 1 essai)
- Bennie Osler (4 points, 1 drop)

### Match contre l'Écosse
- Danie Craven (3 points, 1 essai)
- Bennie Osler (3 points, 1 essai)

## Meilleur réalisateur
- Bennie Osler  11 points (1 essai, 1 drop, 2 transformations)

## Meilleur marqueur d'essais
- Ferdie Bergh  2 essais